# Aleksiej Bierieżkow
Aleksiej Gieorgijewicz Bierieżkow (ros. Алексей Георгиевич Бережков, ur. w lutym 1885 we wsi Pielesze w powiecie gdowskim w guberni sankt-petersburskiej, zm. 1951 w Moskwie) – funkcjonariusz radzieckich organów bezpieczeństwa, pułkownik.

## Życiorys
Skończył szkołę parafialną w rodzinnej wsi i dwie klasy szkoły ludowej, pracował jako robotnik fabryczny w Petersburgu, od maja 1906 do grudnia 1909 służył w rosyjskiej armii, później był kontrolerem w fabryce, starszym pisarzem w punkcie poboru, pracownikiem biurowym i pomocnikiem naczelnika stacji w Piotrogrodzie. Od sierpnia 1918 należał do RKP(b), od lutego 1920 do maja 1922 był pełnomocnikiem oddziału Rejonowej Transportowej Czeki w Piotrogrodzie, później pracował w Wydziale Transportu GPU w Rostowie nad Donem i w organach transportowych i kolejowych GPU/OGPU/NKWD. Od 28 września 1935 do 14 stycznia 1936 był starszym inspektorem Wydziału Transportu GUGB NKWD ZSRR, od 14 grudnia 1935 w stopniu kapitana bezpieczeństwa państwowego, od 14 stycznia do 27 września 1936 był naczelnikiem Wydziału Transportu Zarządu Bezpieczeństwa Państwowego (UGB) Zarządu NKWD obwodu kirowskiego, od 27 września 1936 do 19 kwietnia 1937 szefem Miejskiego Oddziału NKWD w Wotkińsku, a od 3 czerwca do 9 września 1937 inspektorem przy szefie Zarządu NKWD obwodu iwanowskiego. Od 9 września 1937 do 2 marca 1938 był szefem Wydziału 11 UGB Zarządu Kadr NKWD obwodu iwanowskiego, od 2 marca do 28 maja 1938 szefem Wydziału Kadr Zarządu NKWD obwodu iwanowskiego, od 28 maja 1938 do 7 stycznia 1939 pomocnikiem szefa Zarządu NKWf obwodu iwanowskiego ds. wydziałów nieoperacyjnych, a od 7 stycznia do 25 kwietnia 1939 naczelnikiem budowy nr 211 i obozu NKWD (budowa magistrali drogowej Emilczyn-Mohylów Podolski). Od 19 września 1939 do 2 stycznia 1942 był komendantem obozu NKWD dla jeńców wojennych w Starobielsku, od 2 stycznia do 17 listopada 1942 szefem obozu specjalnego NKWD w Starobielsku, a od 17 listopada 1942 do 10 lipca 1943 szefem zarządu monietno-łosinowskiego obozu NKWD dla jeńców wojennych, 11 lutego 1943 mianowany podpułkownikiem bezpieczeństwa państwowego. W latach 1943–1945 był naczelnikiem obozu NKWD nr 201 w Lubiercach, 31 grudnia 1943 awansowany na pułkownika bezpieczeństwa państwowego, 1945-1945 był naczelnikiem zarządu obozu NKWD nr 0034 w Sieriebriannym Borze w obwodzie moskiewskim, a od 1 czerwca do 11 grudnia 1946 zastępcą szefa Zarządu Budownictwa Specjalnego Moskwy ds. obozów kontrolno-filtracyjnych, następnie został zwolniony do rezerwy.

## Odznaczenia
- Order Lenina (12 maja 1945)
- Order Czerwonego Sztandaru (3 listopada 1944)
- Order Wojny Ojczyźnianej II klasy (16 września 1945)
- Order Czerwonej Gwiazdy (dwukrotnie - 5 sierpnia 1944 i 22 sierpnia 1944)
- Odznaka "Honorowy Funkcjonariusz Czeki/GPU (V)" (1926)

I medale.